# أمينة (فلم 2018)
أمينة هو فيلمٌ سوريٌ أُنتج عام 2018. وهو أول فيلم يخرجه الممثل أيمن زيدان. رغم أنه لم يظهر فيه.

## قصة الفيلم
أمينة (نادين الخوري) امرأة قروية تعاني للحفاظ على صحة ابنها المريض، وفي نفس الوقت تحاول حماية ابنتها من أطماع أحد المُتنفذين.

## مصدر
1. ↑  "أمينة".. فيلم أيمن زيدان الذي يرسم أيقونة المرأة السورية نسخة محفوظة 2024-06-05 على موقع واي باك مشين.
2. 1 2  "أمينة".. تفاصيل الوجع السوري في أول تجربة إخراج لأيمن زيدان نسخة محفوظة 2024-06-05 على موقع واي باك مشين.

## وصلات فنية
- مقالات تستعمل روابط فنية بلا صلة مع ويكي بيانات